# Balaton Sound
A Balaton Sound (szponzorációs okokból más néven 2007 és 2012 között Heineken Balaton Sound, 2013 és 2017 között MasterCard Balaton Sound) Európa egyik legnagyobb szabadtéri elektronikus zenei fesztiválja volt.
A rendezvényre 2007 óta minden év júliusában kerül sor Zamárdi városában, a Balaton déli oldalán, közvetlenül a vízparton. Eredetileg csütörtöktől kezdődően négy egymást követő napon tartott, később szerdától kezdve, öt napon keresztül zajlott a fesztivál. A fesztivált a Sziget Fesztivál produkciós irodája szervezi. Létrejöttében az EFOTT fesztivál játszott kulcsszerepet, melyet 2006-ban Zamárdiban rendeztek meg, és melynek helyszíne adta az alapötletet a szervezőknek.
A 2012-es fesztivál 2013 elején elnyerte a rangos European Festivals Award kitüntetést a legjobb közepes méretű fesztivál kategóriában.
2016-ban 157 000 -en látogattak el a rendezvényre, 2018-ban, 165 000-en, 2019-ben pedig már 172 000 -en. Mindhárom eset rekorddöntést jelentett.
Két év szünet után, 2022-ben ismét megrendezték a Balaton Soundot.
2024-es Balaton Sound megrendezése után felröppentek hírek, miszerint az utolsó Balaton Sound került lebonyolításra, melyet később Zamárdi polgármestere Csákovics Gyula annyiban erősített meg hogy 2025-től nem szeretnének újabb Balaton Sound-ot Zamárdiban, illetve másmilyen nagyobb Zenei Fesztiválnak sem adnak otthont helyette!

## Fellépők
Az elmúlt években többek között az alábbi előadók léptek fel a fesztiválon:
| Év   | Fontosabb előadók |
| ---- | --- |
| 2007 | Eric Prydz, Roger Sanchez, Ferry Corsten, Basement Jaxx, Adam Freeland, Beastie Boys, The Brand New Heavies |
| 2008 | Richie Hawtin, Massive Attack, The B-52’s, Fatboy Slim, Armin van Buuren, David Guetta |
| 2009 | Sven Väth, Kraftwerk, Röyksopp, Moby, Carl Cox, David Guetta, Erick Morillo |
| 2010 | Klaxons, Pet Shop Boys, The Chemical Brothers, Pendulum, David Guetta, Jamiroquai |
| 2011 | Snoop Dogg, Tiësto, Mika, Portishead, Stereo MC’s, Underworld, David Guetta |
| 2012 | Carl Cox, De La Soul, Mouse on Mars, Paul Kalkbrenner, David Guetta, Afrojack |
| 2013 | Afrojack, Avicii, The Prodigy, Wu-Tang Clan, Crystal Castles, Calvin Harris, Armin van Buuren |
| 2014 | Martin Garrix, Wiz Khalifa, Felix da Housecat, Steve Angello, W&W, Azealia Banks, David Guetta, Rudimental, Disclosure, Sven Väth |
| 2015 | Afrojack, Tiësto, Faithless, Boys Noize, DVBBS, Hardwell, Joey Badass, Nicky Romero, Pan-Pot, Quintino, Roni Size, Showtek, Vinai |
| 2016 | Macklemore & Ryan Lewis, Martin Garrix, Armin van Buuren, Chris Brown, Dimitri Vegas & Like Mike, Robin Schulz, Steve Aoki, Tyga, Game, KSHMR, Martin Solveig, DVBBS, Sven Väth, Oliver Heldens, W&W, Nervo, Deorro, The Chainsmokers, Duke Dumont, Tyler, the Creator, Fritz Kalkbrenner, Lost Frequencies, Don Diablo, Madcon |
| 2017 | Afrojack, Armin van Buuren, Blasterjaxx, Corey James, De La Swing, Hardwell, KSHMR, Kygo, Marshmello, Nicky Romero, Robin Schulz, Tiësto, Dua Lipa |
| 2018 | Dimitri Vegas & Like Mike, The Chainsmokers, Rita Ora, Axwell Λ Ingrosso, Martin Garrix, David Guetta, Big Sean |
| 2019 | J Balvin, Tiesto, Future, Marshmello, Timmy Trumpet, The Chainsmokers, Sean Paul, Armin Van Buuran, G-Eazy, DJ Snake |
| 2020 | Eredetileg 2020. július 8. és 12. között lett volna megtartva, de a koronavírus-járvány miatt elmaradt. |
| 2021 | A koronavírus-járvány miatt elmaradt. |

### 2022
|              | Június 29.                                                                               | Június 30.                                                                  | Július 1.                                                                   | Július 2.                                                                                |
| ------------ | ---------------------------------------------------------------------------------------- | --------------------------------------------------------------------------- | --------------------------------------------------------------------------- | ---------------------------------------------------------------------------------------- |
| Nagyszínpad  | - Becky Hill - Lost Frequencies - Martin Garrix                                          | - Alok - Jonas Blue - Dimitri Vegas & Like Mike                             | - Imanbek - Timmy Trumpet - Marshmello                                      | - Topic - Robin Schulz - Alesso                                                          |
| Dreher Aréna | - Follow the Flow - Maddow és Gemcamp - Yellow Claw - Moksi - Riot Ten - Skrude és Myamo | - Wellhello - Dublic - Modestep - What So Not - Malaa - B'Andre és Nosphere | - Majka és Curtis - Dillon Francis - Metzker Viktória és Yamina - Jumodaddy | - Halott Pénz - Andro és Lotfi Begi - Paul van Dyk - Vini Vici - BLΔSTOYZ - Roberto Rios |

## Képek

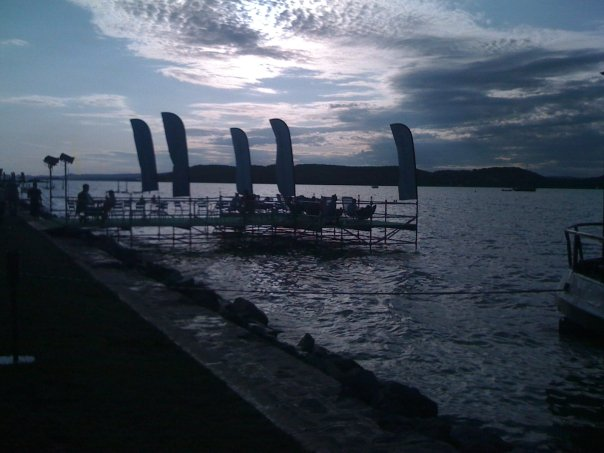
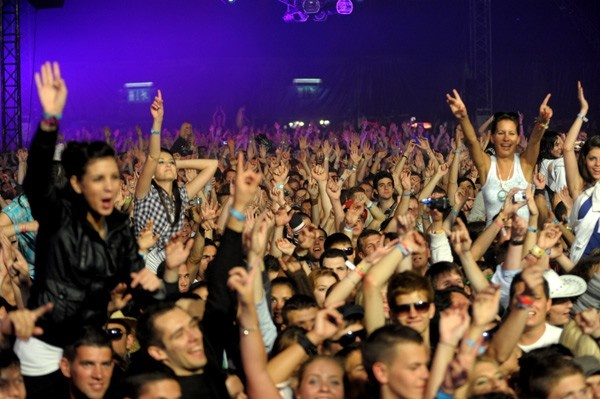
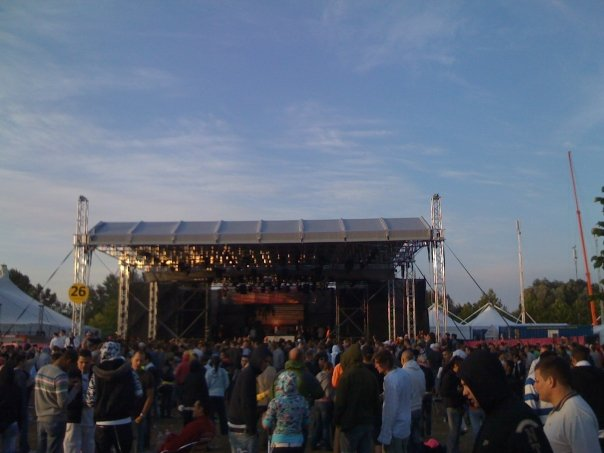

### 2023
|              | Június 28.                                                            | Június 29.                                                                          | Június 30.                                                                        | Július 1.                                                        |
| ------------ | --------------------------------------------------------------------- | ----------------------------------------------------------------------------------- | --------------------------------------------------------------------------------- | ---------------------------------------------------------------- |
| Nagyszínpad  | - YVES V - Kungs - KSHMR - Hardwell                                   | - Goodboys - Regard - Offenbach - Tiësto                                            | - Justus - Halott Pénz - Metzker Viktória - Yamina - Vini Vici - Armin van Buuren | - Blasterjaxx - Majka - Don Diablo - Dimitri Vegas & Like Mike   |
| Fusion Stage | - Andrea Lane - Ferreck Dawn - Nora En Pure - Claptone - Tini Gessler | - GEMCAMP - Dublic - Matroda - Tchami - Dimension DJ set - Sullivan King - Nosphere | - Olly James - DubVision - W&W - Will Sparks - AXMO                               | - Frontliner - Ran-D - Sub Zero Project - TNT - Rebellion - Sefa |